# Quinwood
Quinwood – miasto w Stanach Zjednoczonych, w stanie Wirginia Zachodnia, w hrabstwie Gilmer.